# Kruszarka kołowa
Kruszarka kołowa, kruszarka-kołogniot, gniotownik – kruszarka w której materiał rozdrabniany jest przez ciężkie walce toczące się po dnie misy.

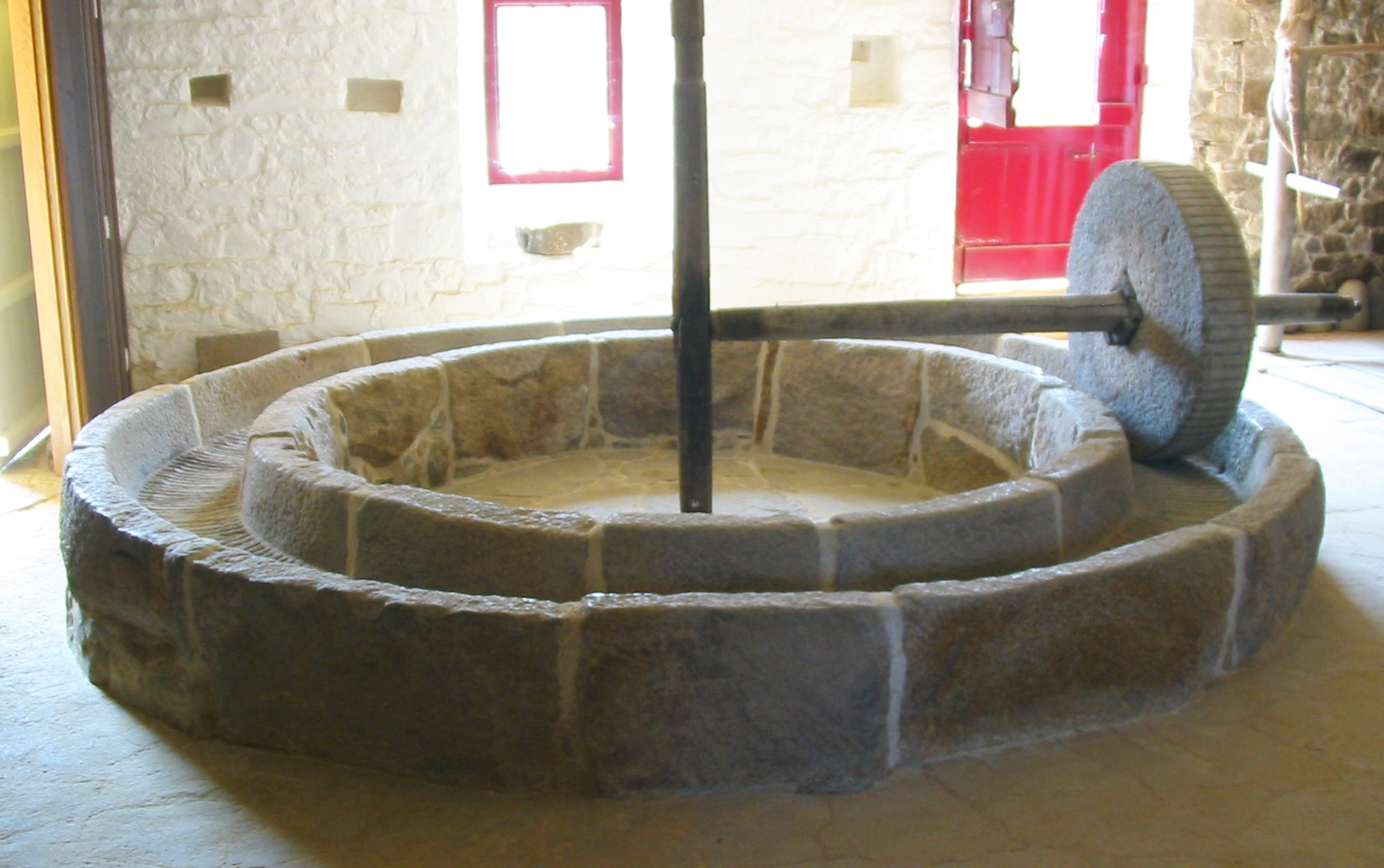
kruszarka kołowa - w zastosowaniu do rozgniatania jabłek na cydr

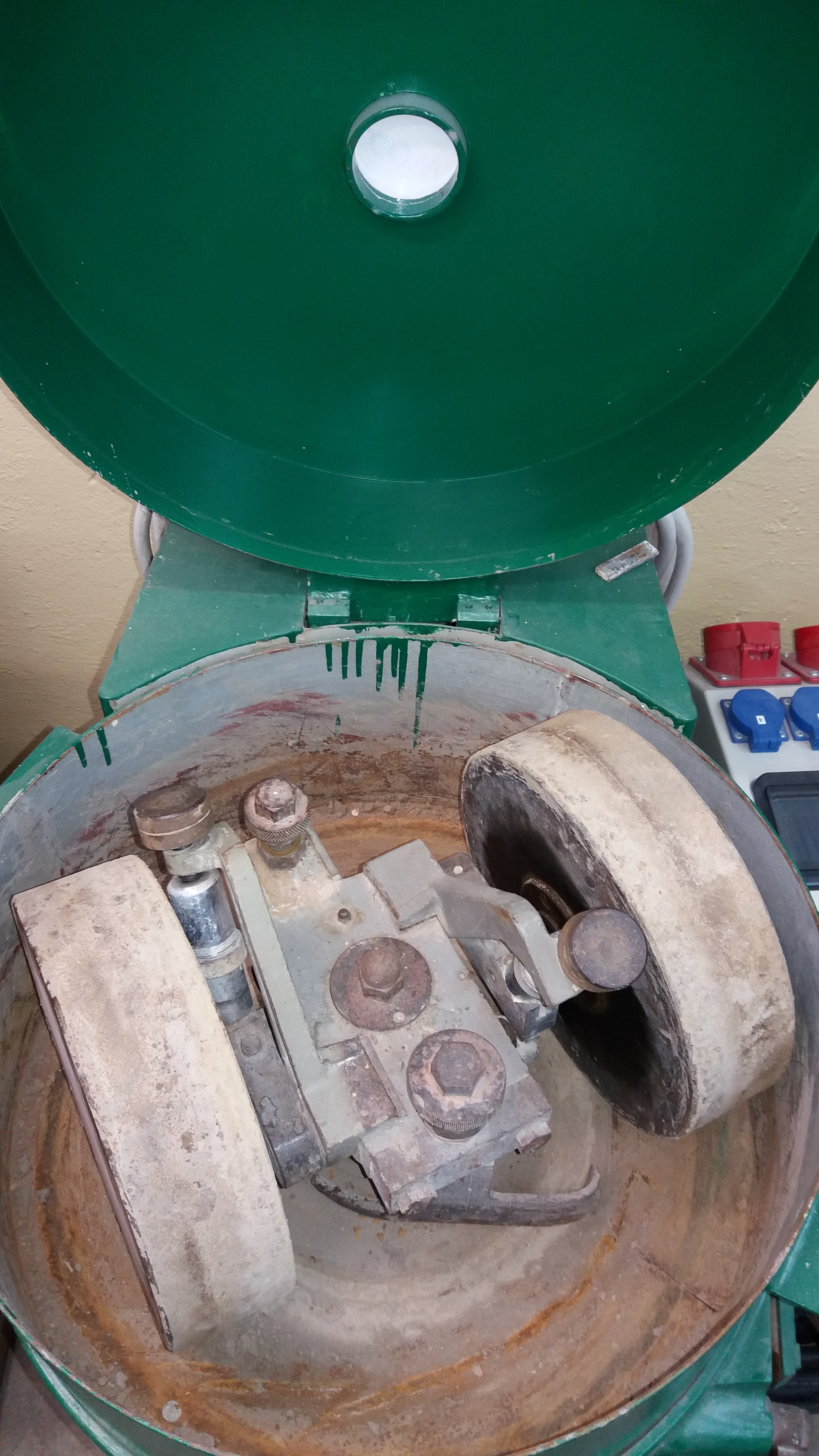
Laboratoryjny gniotownik obiegowy walcowy